# Annie Lind
Annie Lindh, folkbokförd som Lind, född 9 april 1997 i Bottnaryd i Jönköpings kommun, är en svensk skidskytt som tävlar för IF Hallby. Lindh debuterade i världscupen under säsongen 2021/2022 då hon var med och körde stafetten för Sverige i italienska Antholz. Lindh har vidare blivit sexa på distanstävlingen under Europamästerskapen i skidskytte 2024 efter fullt skytte. Lindh har under karriären tagit sig in topp 10 flera gånger i IBU-cupen.